# 小琉球鳞花草
小琉球鳞花草（学名：Lepidagathis secunda）为爵床科鳞花草属下的一个种。

## 扩展阅读
維基物種上的相關：小琉球鳞花草